# Itescia
L'ITESCIA est un établissement d'enseignement supérieur en informatique, gestion et management, financé par la CCI Paris Ile-de-France.
En 2022, l'ITESCIA est scindé en deux écoles: 
- l'ESIEE-IT pour les filières informatiques sur l'ouest parisien, avec trois campus: Montigny, Cergy, Paris, ainsi que le principal, à Pontoise.
- SUP de V, pour les filière de management, de comptabilité, ainsi que de ressources humaines.

De cette restructuration, l'école obtient une accréditation de la CTI, qui lui permet de délivrer des diplômes d'ingénieur reconnus en France.

## Historique
L'établissement est créé en 2013 par la fusion de l'ITIN, et de l'ESCIA (fondée en 1991)[réf. souhaitée].
Il met en place la première formation française pour devenir business analyst.

## Enseignement
L'établissement propose 17 formations de bac +2 à bac +5 en gestion, management et informatique.
En 2015, 86 % des élèves trouvaient un emploi dans les 6 mois.
En 2019 il ouvre un nouveau campus à Pontoise,.

## Partenariats
L'établissement est membre de la COMUE Université Paris Seine depuis 2015. 
Il est également en partenariat avec Sorbonne Université, ainsi qu'avec des établissements étrangers,,[Lesquels ?]. 